# Back to You (bài hát của Louis Tomlinson)
"Back to You" là bài hát được thu âm bởi ca sĩ và nhạc sĩ người Anh Louis Tomlinson, với sự góp giọng của ca sĩ, nhạc sĩ người Albani-Mỹ Bebe Rexha và DJ và nhà sản xuất người Anh Digital Farm Animals. Bài hát được viết bởi Tomlinson, Digital Farm Animals, Pablo Bowman, Richard Boardman và Sarah Blanchard, trong khi việc sản xuất được thực hiện bởi Digital Farm Animals và Tommy Danvers. Đĩa đơn được phát hành vào ngày 21 tháng 7 năm 2017; video âm nhạc được ra mắt vào cùng ngày.

## Bối cảnh và phát hành
"Back to You" là đĩa đơn solo thứ hai được Louis Tomlinson phát hành sau khi việc nhóm One Direction tạm ngưng hoạt động được thông báo. Bài hát được định sẵn sẽ có mặt trong album phòng thu đầu tay của anh, album này sẽ được phát hành thông qua hãng riêng của anh, 78 Productions. Sau đó đã có xác nhận là Tomlinson ký một hợp đồng thu âm solo với Epic Records.
Vào ngày 26 tháng 6, có thông báo thông qua hai tweet liên tiếp từ trang Twitter của Tomlinson rằng bài hát sẽ được phát hành vào cuối tháng 7. Ngày phát hành sau đó được xác nhận là 21 tháng 7. Một phần của video âm nhạc được quay tại Sân vận động Keepmoat của Doncaster Rovers Football Club.

## Danh sách bài hát
| Tải kỹ thuật số | Tải kỹ thuật số                               | Tải kỹ thuật số |
| STT             | Nhan đề                                       | Thời lượng      |
| --------------- | --------------------------------------------- | --------------- |
| 1.              | "cùng với Bebe Rexha và Digital Farm Animals" | 3:10            |

| Tải kỹ thuật số – Digital Farm Animals và Louis Tomlinson Remix | Tải kỹ thuật số – Digital Farm Animals và Louis Tomlinson Remix                                             | Tải kỹ thuật số – Digital Farm Animals và Louis Tomlinson Remix |
| STT                                                             | Nhan đề | Thời lượng                                                      |
| --------------------------------------------------------------- | --- | --------------------------------------------------------------- |
| 1.                                                              | "Back to You" (cùng với Bebe Rexha và Digital Farm Animals (Digital Farm Animals và Louis Tomlinson Remix)) | 4:22                                                            |

| Đĩa đơn CD phiên bản giới hạn | Đĩa đơn CD phiên bản giới hạn                                                                               | Đĩa đơn CD phiên bản giới hạn |
| STT                           | Nhan đề | Thời lượng                    |
| ----------------------------- | --- | ----------------------------- |
| 1.                            | "Back to You" (cùng với Bebe Rexha và Digital Farm Animals)                                                 | 3:10                          |
| 2.                            | "Back to You" (cùng với Bebe Rexha và Digital Farm Animals (Digital Farm Animals và Louis Tomlinson Remix)) | 4:22                          |

## Bảng xếp hạng
| Bảng xếp hạng (2017)                            | Vị trí cao nhất |
| ----------------------------------------------- | --------------- |
| Úc (ARIA)                                       | 11              |
| Áo (Ö3 Austria Top 40)                          | 21              |
| Bỉ (Ultratop 50 Flanders)                       | 30              |
| Bỉ (Ultratop 50 Wallonia)                       | 20              |
| Canada (Canadian Hot 100)                       | 33              |
| Cộng hòa Séc (Rádio Top 100)                    | 8               |
| Cộng hòa Séc (Singles Digitál Top 100)          | 10              |
| Phần Lan (Suomen virallinen lista)              | 14              |
| Pháp (SNEP)                                     | 19              |
| Trường songid là BẮT BUỘC CHO BẢNG XẾP HẠNG ĐỨC | 51              |
| Hungary (Rádiós Top 40)                         | 26              |
| Hungary (Single Top 40)                         | 4               |
| Hungary (Stream Top 40)                         | 16              |
| Ireland (IRMA)                                  | 11              |
| Italy (FIMI)                                    | 52              |
| Malaysia (RIM)                                  | 3               |
| Hà Lan (Dutch Top 40)                           | 17              |
| Netherlands (Mega Top 50)                       | 32              |
| Hà Lan (Single Top 100)                         | 22              |
| New Zealand (Recorded Music NZ)                 | 12              |
| Na Uy (VG-lista)                                | 12              |
| Philippines (Philippine Hot 100)                | 21              |
| Romania (Airplay 100)                           | 45              |
| Bồ Đào Nha (AFP)                                | 17              |
| Scotland (OCC)                                  | 6               |
| Slovakia (Rádio Top 100)                        | 27              |
| Slovakia (Singles Digitál Top 100)              | 12              |
| Tây Ban Nha (PROMUSICAE)                        | 7               |
| Thụy Điển (Sverigetopplistan)                   | 38              |
| Thụy Sĩ (Schweizer Hitparade)                   | 47              |
| Anh Quốc (OCC)                                  | 8               |
| Hoa Kỳ Billboard Hot 100                        | 40              |
| Hoa Kỳ Adult Pop Airplay (Billboard)            | 31              |
| Hoa Kỳ Pop Airplay (Billboard)                  | 25              |

| Bảng xếp hạng (2017) | Vị trí |
| -------------------- | ------ |
| Australia (ARIA)     | 93     |

## Chứng nhận
| Quốc gia | Chứng nhận | Số đơn vị/doanh số chứng nhận |
| --- | ---------- | ----------------------------- |
| Úc (ARIA) | Platinum   | 70.000‡                       |
| Bỉ (BEA) | Gold       | 0‡                            |
| Canada (Music Canada) | Gold       | 0‡                            |
| Ý (FIMI) | Gold       | 25.000‡                       |
| New Zealand (RMNZ) | Gold       | 15.000‡                       |
| Ba Lan (ZPAV) | Gold       | 10.000‡                       |
| Thụy Điển (GLF) | Gold       | 10.000‡                       |
| Anh Quốc (BPI) | Silver     | 200.000‡                      |
| * Chứng nhận dựa theo doanh số tiêu thụ. ^ Chứng nhận dựa theo doanh số nhập hàng. ‡ Chứng nhận dựa theo doanh số tiêu thụ và phát trực tuyến. |            |                               |

## Lịch sử phát hành
| Khu vực   | Ngày                | Định dạng              | Phiên bản                                     | Hãng thu âm | TK     |
| --------- | ------------------- | ---------------------- | --------------------------------------------- | ----------- | ------ |
| Mỹ        | 21 tháng 7 năm 2017 | Tải kỹ thuật số        | Bản gốc                                       |             | [ 8 ]  |
| Ý         | 21 tháng 7 năm 2017 | Contemporary hit radio | Bản gốc                                       | Sony        | [ 53 ] |
| Mỹ        | 25 tháng 7 năm 2017 | Contemporary hit radio | Bản gốc                                       | Epic        | [ 54 ] |
| Mỹ        | 31 tháng 7 năm 2017 | Hot adult contemporary | Bản gốc                                       | Epic        | [ 55 ] |
| Khác nhau | 4 tháng 8 năm 2017  | Tải kỹ thuật số        | Digital Farm Animals và Louis Tomlinson Remix |             |        |

## Giải thưởng và đề cử
| Năm  | Giải thưởng            | Hạng mục                               | Tác phẩm      | Kết quả   |
| ---- | ---------------------- | -------------------------------------- | ------------- | --------- |
| 2017 | People's Choice Awards | Solo Pop Star Will Rule Summer of 2017 | "Back to You" | Đoạt giải |

| Năm  | Giải thưởng                  | Hạng mục              | Tác phẩm   | Kết quả   |
| ---- | ---------------------------- | --------------------- | ---------- | --------- |
| 2017 | 2017 MTV Europe Music Awards | Best UK & Ireland Act | Chính mình | Đoạt giải |